# رصدخانه ابوالهول
رصدخانه ابوالهول (انگلیسی: Sphinx Observatory) یک رصدخانه نجومی است که در بالای Jungfraujoch در سوئیس واقع شده است. نام آن برگرفته از ابوالهول، یک قله صخره‌ای است که رصدخانه بر روی آن قرار دارد. این رصدخانه با ارتفاع ۳۵۷۱ متری (۱۱۷۱۶ فوت) از سطح متوسط دریا، یکی از مرتفع‌ترین رصدخانه‌های جهان است. این مکان که برای عموم قابل دسترسی است، همچنین دومین سکوی رصدی در سوئیس است. قلهٔ کوه برای نصب آسانسوری که از ایستگاه راه‌آهن جونگفراوجوچ، مرتفع‌ترین ایستگاه قطار در اروپا، به رصدخانه بالا می‌رود، تونل زده شده است. این ساختمان در سمت Valais از مرز، تنها چند متر از کانتون برن واقع شده است، هرچند از طریق راه‌آهن راه‌آهن یونگفراو از طریق برنزی اوبرلند نیز قابل دسترسی است.
عرشهٔ دید گستردهٔ آن در مجاورت رصدخانه برای عموم قابل دسترسی است. منظره‌هایی از قله‌های یونگفراو، مونک و ایگر را ارائه می‌کند که همه در چند کیلومتری قرار دارند.

## در رسانه‌های مردمی
این رصدخانه را در فیلم‌های هتل بزرگ بوداپست، قهرمان: داستان عشق یک جاسوس و کریش ۳ می‌توان دید. همچنین در فصل ۲۲ مسابقه شگفت‌انگیز این مکان مورد بازدید قرار گرفت.